# イシメール・ベア
イシメール・ベア（Ishmael Beah、1980年11月23日- ）はシエラレオネの元少年兵で、現在は人権活動家。2007年に著書「戦場から生きのびて ぼくは少年兵士だった」を発表した。
現在、ユニセフ親善大使を務め、「戦災で影響を受けた子供の地位向上」分野でエミネント・アドボケートとなっている。

## 略歴
1991年シエラレオネ内戦が勃発し、反政府勢力がイシメール・ベアの故郷の町モグブエモを襲い家族と離れ離れになり13歳で少年兵にされる。ユニセフに救出されるまでほぼ3年間は政府軍で戦闘を行なった。1997年に首都フリータウンに逃れ、その後ニューヨークへ脱出。ニューヨークでは国連国際学校で教育を受け、卒業後はオーバリン大学にて政治学で2004年に学位を取った。
ベアはシエラレオネ政府軍に属していた際、麻薬や覚醒剤を与えられ洗脳され続けた。その時の経験を2007年に著書「戦場から生きのびて ぼくは少年兵士だった（A Long Way Gone: Memoirs of a Boy Soldier）」として発表した。

## 著書
- 「戦場から生きのびて ぼくは少年兵士だった」河出書房新社刊、忠平美幸訳、2008年。ISBN 978-4309204864　原題「A Long Way Gone: Memoirs of a Boy Soldier」Sarah Crichton Books. ISBN 978-0-374-10523-5